# Eaos
Der vierachsige offene Güterwagen der Bauart Eaos kommt bei zahlreichen europäischen Eisenbahnunternehmen zum Einsatz. Die Wagen sind vielseitig verwendbar und dienen u. a. zum Transport von Kohle, Erzen, Steinen, Schrott, Holz usw. Diese Wagen wurden ab 1978 von der damaligen Deutschen Bundesbahn angeschafft.
Die Wagen entstanden aufgrund einer UIC-Normierung zu Anfang der 1970er Jahre. Erste Baureihe war der Eaos 106. Diese Wagen wurden im Laufe der Zeit mit einem Stahlfußboden ausgestattet und in diesem Rahmen zu Eaos-x 051 umgezeichnet. Gleichzeitig entstanden die weiteren Neubauten gleich unter der Bezeichnung Eaos-x 051. Die bis 2003 verbliebenen Eaos 106 wurden ebenfalls umgebaut und voll aufgearbeitet, sie erhielten die Bezeichnung Eaos-x 075. Diese Maßnahme wurde im Jahre 2014 abgeschlossen.
Einige Wagen verfügen über eine bodenbedienbare Handbremse. Zur Ladungssicherung können an den Wagen Spanngurte angebracht werden, dazu sind an den Längsseiten Ösen befestigt. Alle Wagen verfügen über seitliche Doppeltüren, der Großteil über zwei Doppeltüren je Seite.

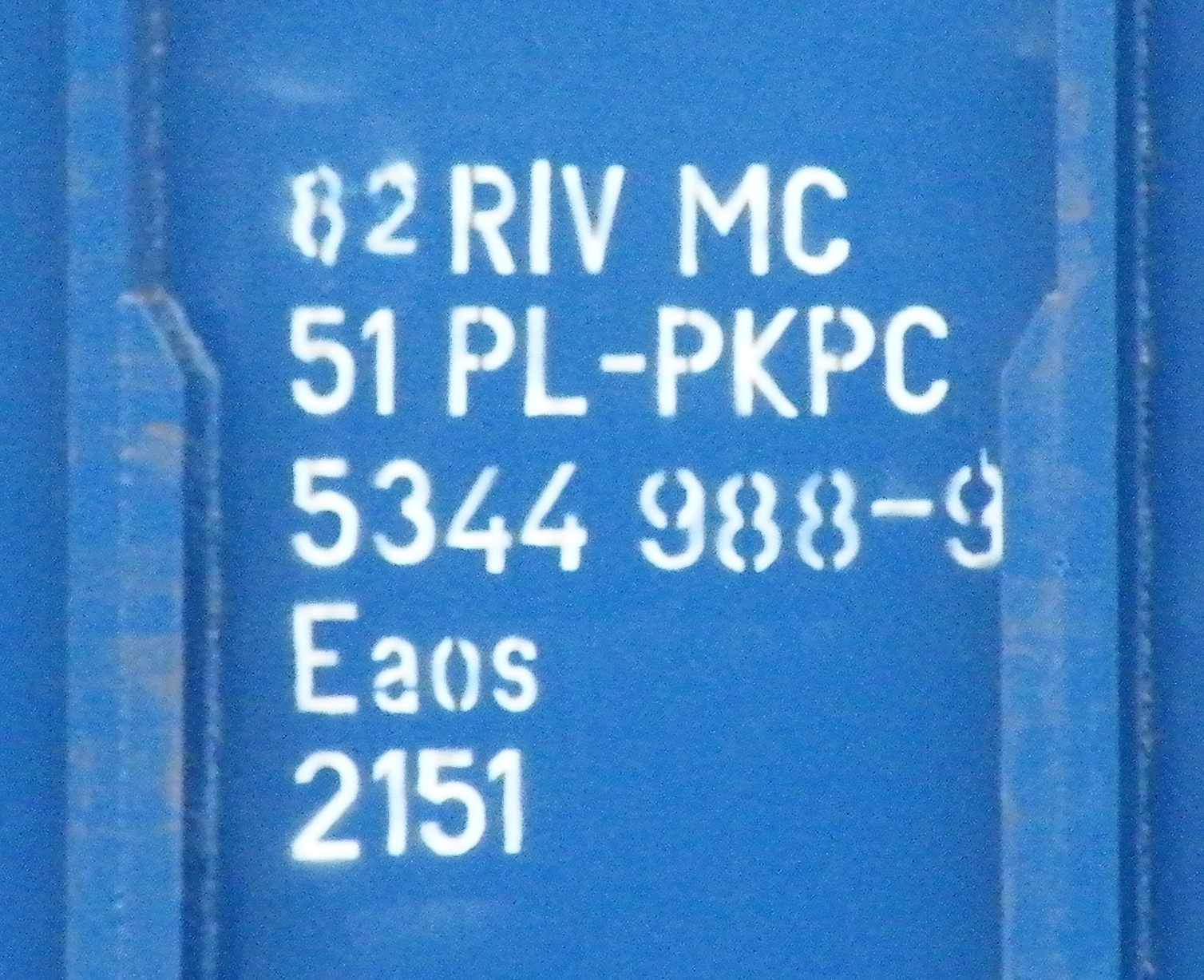
UIC-Wagennummer eines Eaos-Wagen der PKP Cargo